# 신한금융지주
주식회사 신한금융지주회사(株式會社 新韓金融持株會社)(신한금융그룹, Shinhan Financial Group)는 2001년 금융업을 영위하는 회사 등에 대한 지배ㆍ경영관리, 종속회사에 대한 자금 지원 등을 주요 사업 목적으로 설립된 회사이다.

## 역사
2001년부터 신한은행, 신한증권, 신한캐피탈, 신한투자신탁운용 등의 주주로부터 주식 이전의 방법으로 설립되었다. 2002년 5월 10일에 제주은행을 자회사로 편입하였으며, 같은 해 6월에 신한카드를 창립하였으며, 같은 해 8월에 굿모닝증권과 신한증권이 합병하여 굿모닝신한증권이 출범하였다. 2003년 조흥은행을 자회사로 편입하였다. 2004년 신한신용정보를 완전자회사하였으며, 2005년 신한생명을 자회사로 편입하였다. 2006년 신한은행이 조흥은행을 흡수합병하였으며, 조흥은행을 존속 법인으로 지정하고 구 신한은행 법인을 소멸시켰다. 2007년 신한카드가 LG카드를 흡수합병하였으며, 2009년에는 굿모닝신한증권이 신한금융투자로 사명을 변경하였다.
2017년 10월에 신한리츠운용을 출범하였고 11월에 사명을 신한프라이빗에쿼티에서 신한대체투자운용으로 변경하였다. 2019년 오렌지라이프생명보험(현 신한라이프생명보험)과 아시아신탁(현 신한자산신탁) 인수에 성공하였으며, 2020년 네오플럭스(현 신한벤처투자) 인수에 성공하였다. 2021년 신한BNP파리바자산운용에서 사명을 변경한 신한자산운용이 신한대체투자운용을 흡수합병하였다. 2022년 BNP파리바카디프손해보험(현 신한EZ손해보험) 인수에 성공하였다.

## 역대 회장
- 제1대 라응찬 2001-2010
- 제2대 한동우 2011-2017
- 제3대 조용병 2017-2023
- 제4대 진옥동 2023-

## 같이 보기
- KB금융그룹
- 우리금융그룹
- 하나금융그룹

## 참고 자료
- 금융감독원 전자공시시스템